# Governador Nunes Freire
Governador Nunes Freire é um município brasileiro localizado na microrregião do Gurupi, oeste do estado do Maranhão. Governador Nunes Freire foi criado pela Lei Estadual nº. 6.174, de 10 de novembro de 1994, quando foi desmembrado do município de Cândido Mendes. É conhecido por moradores, caminhoneiros e pessoas mais velhas pelo seu antigo nome de Encruzo.
O município é sede da Região de Planejamento do Baixo Turi (Lei Complementar 108/2007).
O topônimo é homenagem póstuma a Osvaldo da Costa Nunes Freire, médico e político maranhense. Foi deputado Federal pelo Maranhão de 1967 a 1975 e Governador do Maranhão de 31 de março de 1975 a 15 de março de 1979. A indicação ao governo do Maranhão pelo partido do ex-senador Vitorino Freire de quem o grupo Sarney substituiu no governo. Sede no atual distrito de Governador Nunes Freire (ex-localidade de Encruzo). Constituído do distrito sede. Instalado em 01-01-1997. Em divisão territorial datada de 2001, o município é constituído do distrito sede.
O município está em intensa conurbação com a cidade vizinha Maracaçumé. Sua população de acordo com o censo 2016 é de 25.052. Localizado na BR-316, a aproximadamente (95 km) da fronteira com o Pará, seu clima equatorial quente-úmido seco e sofre grande influência da região amazônica, tendo como bacia a dos rios Macaxeira e do Maracaçumé. O grande contraste em Governador Nunes Freire são as serrarias legalizadas que impulsionam o comércio local gerando empregos de forma direta e indiretamente indo de encontro às operações da PRF combatendo crimes como a extração ilegal da madeira. Além de outros como: o tráfico de animais silvestres na região do Gurupi, a preservação das terras indígenas Ka'apor e combate ao desmatamento da Amazônia maranhense.

## História
Segundo a UEMA, através dos alunos do PROCARD ANO DE 2002, que fizeram pesquisa de campo e obtiveram os resultados: que a criação do local iniciou na década de 1960, com a chegada dos primeiros moradores, vindos de várias partes do Maranhão e de outros estados como Pernambuco, Pará, Ceará, Piauí entre outros, atraídos pela fertilidade das terras. Eles foram desbravadores do povoado Encruzo, os mesmos vieram em busca de melhoria de vida  para sua famílias.
Segundo moradores mais antigos o município iniciou sua formação mais precisamente em 1961, quando o morador, senhor Pedro Pitomba e sua família chegaram por estas terras, implantando um pequeno engenho de cana-de-açúcar. O Pioneiro construiu sua casa de taipa coberta de cavacos, como a maioria das primeiras casas. No ano de 1965 foi instalada e posta em funcionamento a linha de tráfego que ligava a Baixada Maranhense e o estado do Pará uma encruzilhada na BR 316 o que levou o senhor Sebastião Araújo da Silva (conhecido como Sebastião Roxo) segundo seu próprio relato, batizar o lugar com o nome de Encruzo foi também quem plantou a primeira roça no povoado onde hoje é o bairro JK (o Belenzinho).
O movimento pela emancipação de Encruzo teve inicio nos anos 90 e teve como principais líderes, deputado Carlos Braide, Nonato Holanda, Brênio José de Almeida, entre outros. Em 19 de junho de 1994 aconteceu uma consulta plebiscitária, a qual constatou que 100% da população estavam a favor da emancipação política do município.
Conforme o Diário Oficial, Encruzo foi emancipado numa quinta-feira, 10 de novembro de 1994, pela Lei Estadual n. 6.174 recebendo o nome de Governador Nunes Freire, pertencente à mesorregião oeste maranhense, na microrregião do Gurupi.
O município tem como área territorial 1.037, 121 Km², limitando-se ao norte com Cândido Mendes, ao leste com Turilândia, ao sul com Maranhãozinho, a oeste com Godofredo Viana e Maracaçumé.
O clima equatorial quente-úmido sofre influência da região amazônica e das bacias dos rios Macaxeira e Maracaçumé. A principal atividade econômica ainda é a exploração da madeira e as serrarias legalizadas.
A agricultura é de subsistência, predominando as culturas de arroz, feijão, além da mandioca e do açaí e criação de aves e bovinos. Na pesca os peixes são criados na zona rural em açudes. A indústria é a formada por usinas que se beneficiam da cultura do arroz e de madeira abundante na região. O comércio oferece produtos, e medicamentos, naturais e alimentícios, armarinhos públicos e particulares.

## Geografia
A área do município de Governador Nunes Freire é de 1.049,208 quilômetros quadrados, o que o coloca na posição 97 dentre as 217 cidades do Maranhão.
| Área da unidade territorial [2024] | 1.049,208 km²                                            |
| Hierarquia urbana [2018]           | Centro Local                                             |
| Região de Influência [2018]        | Arranjo Populacional de São Luís/MA - Capital Regional A |
| Região intermediária [2024]        | Santa Inês - Bacabal                                     |
| Região imediata [2024]             | Governador Nunes Freire                                  |
| Mesorregião [2022]                 | Oeste Maranhense                                         |
| Microrregião [2022]                | Gurupi                                                   |

Fonte: IBGE
| Bioma predominante [2024]             | Amazônia |
| Área urbanizada [2019]                | 4,95 km² |
| Esgotamento sanitário adequado [2010] | 38,3 %   |
| Arborização de vias públicas [2010]   | 56,4 %   |
| Urbanização de vias públicas [2010]   | 0,5 %    |

Fonte: IBGE
Economia
Em 2021, o PIB per capita era de R$ 10.117,49. Comparando-se com outros municípios do estado do Maranhão, ficava na posição 81 de 217.
| PIB per capita [2021]                                                                           | 10.117,49 R$      |
| Índice de Desenvolvimento Humano Municipal (IDHM) [2010]                                        | 0,569             |
| Total de receitas brutas realizadas [2023]                                                      | 131.184.125,66 R$ |
| Transferências correntes (Percentual em relação às receitas correntes brutas realizadas) [2023] | 94,31 %           |
| Total de despesas brutas empenhadas [2023]                                                      | 129.812.863,70 R$ |

Fonte: IBGE
| Salário médio mensal dos trabalhadores formais [2022]                                             | 2,0 salários mínimos |
| Pessoal ocupado [2022]                                                                            | 2.734 pessoas        |
| População ocupada [2022]                                                                          | 11,82 %              |
| Percentual da população com rendimento nominal mensal per capita de até 1/2 salário mínimo [2010] | 52,7 %               |

Fonte: IBGE
Educação
| Taxa de escolarização de 6 a 14 anos de idade [2010]             | 96,3 %           |
| IDEB – Anos iniciais do ensino fundamental (Rede pública) [2023] | 4,8              |
| IDEB – Anos finais do ensino fundamental (Rede pública) [2023]   | 3,9              |
| Matrículas no ensino fundamental [2023]                          | 4.111 matrículas |
| Matrículas no ensino médio [2023]                                | 1.121 matrículas |
| Docentes no ensino fundamental [2023]                            | 228 docentes     |
| Docentes no ensino médio [2023]                                  | 77 docentes      |
| Número de estabelecimentos de ensino fundamental [2023]          | 27 escolas       |
| Número de estabelecimentos de ensino médio [2023]                | 1 escolas        |

Fonte: IBGE